# White Hall (Alabama)
White Hall es un pueblo ubicado en el condado de Lowndes en el estado estadounidense de Alabama. En el censo de 2000, su población era de 1.014.

## Demografía
En el 2000 la renta per cápita promedia del hogar era de $18,158, y el ingreso promedio para una familia era de $21,875. El ingreso per cápita para la localidad era de $10,062. Los hombres tenían un ingreso per cápita de $20,885 contra $18,125 para las mujeres.

## Geografía
White Hall está situado en 32°18′50″N 86°42′50″O / 32.31389, -86.71389 (32.313866, -86.714019)
Según la Oficina del Censo de los EE. UU., la ciudad tiene un área total de 15.52 millas cuadradas (40.19 km²).